# 湖南历史

## 原始社会
旧石器时代，湖南地区已经有人类活动。常德地区有湖南最早的旧石器时代遗址，距今约40万年。位于株洲县城西南的三门镇燕子村六斗坡，出土石刮削器1件。六斗坡旧石器遗址距今约20万年。湖南道县的玉蟾岩遗址，为旧石器时代末期遗址，曾出土6粒1万2千年前的稻谷。
- 三苗

## 夏商西周
宁乡炭河里遗址出土重要青铜器四羊方尊等。

## 春秋战国之楚国
属于楚国的南部，其中郴州曾為秦朝末年西楚霸王项羽废逐楚义帝熊心之地。

## 秦朝
长沙郡，黔中郡

## 两汉三国之荆州
汉朝时，湖南属荆州刺史部（治所在南阳郡），其地分为武陵、长沙、零陵、桂阳四个郡。 
- 西汉时： 
  - 武陵郡：治临沅县（今常德），领临沅、沅南、汉寿、零阳、孱陵、充县、酉阳、迁陵、沅陵、辰阳等10县。
  - 长沙郡：治临湘县（今长沙），领临湘、益阳、罗县、下隽、醴陵、湘南、酃县、攸县、容陵、茶陵、安城、连道、昭陵等13县。
  - 零陵郡：治泉陵县（今永州），领泉陵、重安、湘乡、昭阳、烝阳、夫夷、都梁、洮阳、零陵、始安、营浦、营道、泠道等13县。
  - 桂阳郡：治桂阳县（今桂阳县），领郴县、汉宁、便县、耒阳、阴山、南平、临武、桂阳、曲江、浈阳、含洭等11县。

- 东汉时： 
  - 武陵郡：治临沅县（今常德），领临沅、沅南、汉寿、零阳、孱陵、充县、酉阳、迁陵、沅陵、辰阳、作唐、镡成等12县。
  - 长沙郡：治临湘县（今长沙），领临湘、益阳、罗县、下隽、醴陵、湘南、攸县、容陵、茶陵、安城、连道、昭陵等12县。
  - 零陵郡：治泉陵县（今永州），领泉陵、重安、湘乡、昭阳、烝阳、夫夷、都梁、洮阳、零陵、始安、营浦、营道、泠道等13县。
  - 桂阳郡：治桂阳县（今桂阳县），领郴县、汉宁、便县、耒阳、阴山、南平、临武、桂阳、曲江、浈阳、含洭等11县。

西汉与东汉四个郡所属县只有武陵、长沙略有变化。
- 三国时：
  - 武陵郡：治临沅县（今常德），领临沅、龙阳、汉寿、沅陵、黚阳、酉阳、镡城、沅南、迁陵、舞阳等10县。
  - 长沙郡：治临湘县（今长沙），领临湘、攸、下隽、醴陵、刘阳、建宁、吴昌、罗、蒲沂、巴陵等10县。
  - 零陵郡：治泉陵县（今永州），领祁阳、零陵、营浦、洮阳、永昌、观阳、营道、春陵、泠道、应阳等10县。
  - 桂阳郡：治郴县（今桂阳），领耒阳、便、临武、晋宁、南平、郴等6县。

后增设：
- - 衡阳郡：治湘西县（今衡阳县渣江镇）。领湘西、湘乡、重安、蒸阳、湘南、连道、益阳、衡阳、新阳、临蒸等10县；
  - 湘东郡：治酃县县（今衡阳市珠晖区）。领酃县、茶陵、梨阳、新宁、阴山、新平等6县；
  - 天门郡：治溇中县（今张家界市慈利县）。领零阳、充、溇中等3县；
  - 昭陵郡：治昭陵县（今邵阳市大祥区），领昭陵、都梁、夫夷、昭阳、高平、新城等6县；

## 两晋南北朝
- 西晋，湖南分属荆州、广州
- 东晋，湖南分属荆州、湘州和江州
- 南朝宋、齐和梁前期，湖南分属湘州、郢州和荆州
- 南朝陈，湖南分属荆州、沅州、湘州

## 隋唐
- 武德四年置潭州总管府，辖潭州、衡州、永州、郴州、连州、南梁州、南云州、南营州
- 武德七年改潭州都督府，辖潭州、衡州、永州、郴州、连州、邵州和道州
- 贞观元年设道，湖南分属山南东道、江南西道和黔中道
- 广德二年置湖南观察使，湖南之名自此始

## 五代之楚国
- 马殷建立楚国

## 宋朝
- 荆湖南路

## 元朝湖广行省

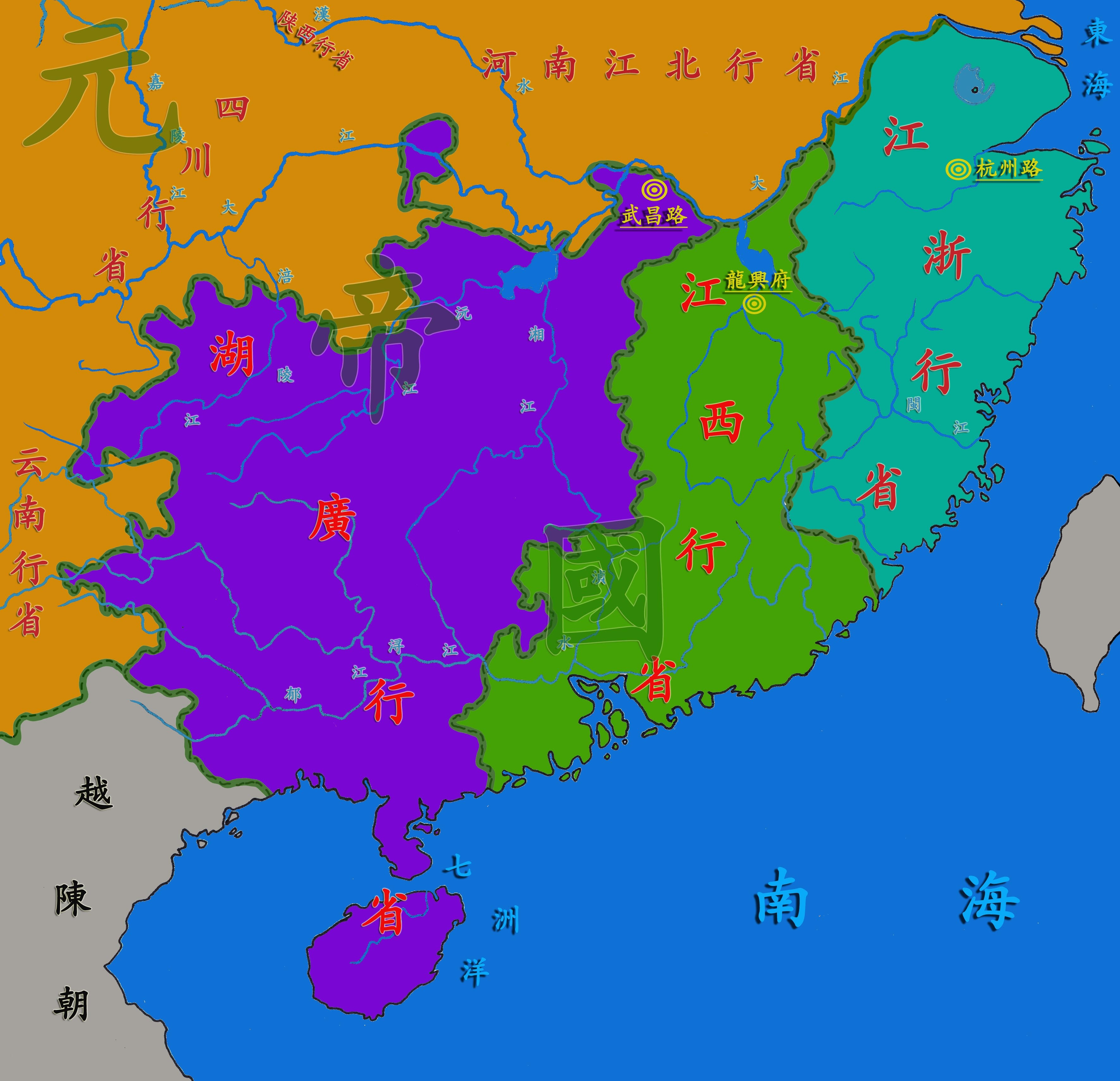
元 湖广行省统治下的湖南

- 元朝为湖广等处行中书省的一部分

## 明朝湖广布政使司
明朝时湖南为湖廣等處承宣布政使司的一部分。
| 府         | 附郭县        | 散州、厅 | 县                                                           |
| 长沙府     | 长沙县 善化县 | 茶陵州   | 湘潭县 湘阴县 宁乡县 浏阳县 醴陵县 益阳县 湘乡县 攸县 安化县 |
| 宝庆府     | 邵阳县        | 武冈州   | 新化县 新宁县 城步县                                         |
| 岳州府     | 巴陵县        | 澧州     | 临湘县 华容县 平江县 石门县 安乡县 慈利县                    |
| 常德府     | 武陵县        | /        | 龙阳县 桃源县 沅江县                                         |
| 辰州府     | 沅陵县        | 沅州     | 溆浦县 泸溪县 辰谿县 黔阳县 麻阳县                           |
| 衡州府     | 衡阳县        | 桂阳州   | 衡山县 耒阳县 常宁县 安仁县 酃县 临武县 蓝山县               |
| 永州府     | 零陵县        | 道州     | 祁阳县 东安县 宁远县 永明县 江华县                           |
| 郴州直隶州 | /             | /        | 永兴县 宜章县 兴宁县 桂阳县 桂东县                           |
| 靖州直隶州 | /             | /        | 会同县 通道县 绥宁县                                         |

## 清朝湖南省
- 湖南省

湖南人口一直攀升，直至19世纪，湖南人口过于拥挤并且农民起义的四起。始于中国南方广西、爆发于1850年的太平天国运动（太平天国农民起义或拜上帝教农民起义）传入湖南之后继续沿长江谷地向东深入，但最终是一支曾国藩旗下的湘军开进南京，于1864年镇压了起义。之后湖南保持了相对的安定，直到1910年，出现了众多对抗即将崩溃的清朝的起义。
| 府         | 附郭县        | 散州、厅 | 县                                                           |
| 长沙府     | 长沙县 善化县 | 茶陵州   | 湘潭县 湘阴县 宁乡县 浏阳县 醴陵县 益阳县 湘乡县 攸县 安化县 |
| 宝庆府     | 邵阳县        | 武冈州   | 新化县 新宁县 城步县                                         |
| 岳州府     | 巴陵县        | /        | 临湘县 华容县 平江县                                         |
| 常德府     | 武陵县        | /        | 龙阳县 桃源县 沅江县                                         |
| 辰州府     | 沅陵县        | /        | 溆浦县 泸溪县 辰谿县                                         |
| 沅州府     | 芷江县        | /        | 黔阳县 麻阳县                                                |
| 衡州府     | 衡阳县 清泉县 | /        | 衡山县 耒阳县 常宁县 安仁县 酃县                             |
| 永州府     | 零陵县        | 道州     | 祁阳县 东安县 宁远县 永明县 江华县 新田县                    |
| 永顺府     | 永顺县        | /        | 龙山县 保靖县 桑植县                                         |
| 澧州直隶州 | /             | /        | 石门县 安乡县 慈利县 安福县 永定县                           |
| 郴州直隶州 | /             | /        | 永兴县 宜章县 兴宁县 桂阳县 桂东县                           |
| 桂阳直隶州 | /             | /        | 临武县 蓝山县 嘉禾县                                         |
| 靖州直隶州 | /             | /        | 会同县 通道县 绥宁县                                         |
| 乾州直隶厅 | /             | /        | /                                                            |
| 凤凰直隶厅 | /             | /        | /                                                            |
| 永绥直隶厅 | /             | /        | /                                                            |
| 晃州直隶厅 | /             | /        | /                                                            |

## 中华民国湖南省
- 辛亥长沙起义
- 谭延闿督湘第一次
- 汤芗铭督湘
- 劉人熙代理湖南督军兼代省长
- 谭延闿督湘第二次
- 傅良佐督湘
- 谭浩明南军联帅驻湘
- 张敬尧督湘，驱张运动
- 谭延闿督湘第三次，联省自治运动
- 林支宇
- 赵恒惕督湘，省长
- 唐生智省湘，马日事变
- 鲁涤平省湘，秋收暴動、会剿湘赣苏区
- 何键省湘，杀害杨开慧
- 张治中省湘，文夕大火
- 薛岳省湘，长沙会战
- 程潜省湘，程潛投共

## 中华人民共和国湖南省
文化大革命期间（1966年—1976年），湖南省发生了很多屠杀事件。湖南省下辖103个县，依据拨乱反正、改革开放以后公开的76个县的县志，宁远县死亡人数最多、达1093人，各县在文革期间平均非正常死亡80人；亦有学者得出全省各县平均非正常死亡147人的数据。 但研究学者普遍认为，1967年8-10月发生的道县大屠杀是湖南最为严重的文革屠杀事件，道县实际死亡4519人（但县志只报道了7人死亡），而此次大屠杀共造成零陵地区包括道县、宁远县在内的10余个县市共9093人死亡（7696人被杀、1397人被逼自杀）。 受道县屠杀影响，1968年7-9月发生的邵阳县大屠杀共造成991人死亡（322人被杀、669人被逼自杀），但有学者称实际死亡人数达数千人。 此外，湖南溆浦等地区也有屠杀事件发生。